# Liste der denkmalgeschützten Objekte in Stanzach
Die Liste der denkmalgeschützten Objekte in Stanzach enthält die denkmalgeschützten, unbeweglichen Objekte der Gemeinde Stanzach.

## Denkmäler
| Foto |                 | Denkmal | Standort                                               | Beschreibung | Metadaten |
| ---- | --------------- | --- | ------------------------------------------------------ | --- | --- |
| ja   | Datei hochladen | Expositurkirche hl. Michael, Friedhof m. Kriegerdenkmal HERIS-ID: 55926 Objekt-ID: 64837 TKK: 115726, 28187, 28196 | bei Dorf 22 Standort KG: Stanzach                      | Die Expositurkirche am Dorfplatz ist ein einfacher barocker Bau aus den Jahren 1775 bis 1780. Sie entspricht dem Typus der Lechtaler Kirchen mit breitem Saalraum, eingezogenem Chor und Nordturm. Hochaltar und Kanzel stammen aus der Bauzeit; die Seitenaltäre wurden 1866 aufgestellt. | BDA-Hist.: Q38068834 Status: § 2a Stand der BDA-Liste: 2025-06-30 Name: Expositurkirche hl. Michael, Friedhof m. Kriegerdenkmal GstNr.: 2099 Expositurkirche hl. Michael, Stanzach |
| ja   | Datei hochladen | Rauth-Kapelle HERIS-ID: 66903 Objekt-ID: 79816 TKK: 28191                                                          | Rauth 7 Standort KG: Stanzach                          | Die Kapelle wurde 1983 anstelle eines Vorgängerbaus aus dem 19. Jahrhundert errichtet. Der turmlose Bau mit polygonalem Schluss und Satteldach ist im Inneren flach gedeckt. | BDA-Hist.: Q38114802 Status: § 2a Stand der BDA-Liste: 2025-06-30 Name: Rauth-Kapelle GstNr.: 2596 Rauth-Kapelle                                                                   |
| ja   | Datei hochladen | Bannholzkapelle/Kapelle Heach HERIS-ID: 66904 Objekt-ID: 79817 TKK: 28194                                          | Stanzach Standort KG: Stanzach                         | Die Kapelle am alten Fußweg von Stanzach nach Namlos wurde im 20. Jahrhundert erneuert und beherbergt eine Kreuzigungsgruppe vom Ende des 19. Jahrhunderts. Früher führten gemauerte Kreuzwegbildstöcke zur Kapelle.                                                                       | BDA-Hist.: Q38114812 Status: § 2a Stand der BDA-Liste: 2025-06-30 Name: Bannholzkapelle/Kapelle Heach GstNr.: 1373/6                                                               |
| ja   | Datei hochladen | Almkapelle Maria vom Guten Rat HERIS-ID: 66902 Objekt-ID: 79815 TKK: 28188                                         | Stanzach (Fallerschein), südlich Standort KG: Stanzach | Die Almkapelle in Fallerschein mit einem Gnadenbild der Maria vom guten Rat wurde um 1844 erbaut. | BDA-Hist.: Q38114792 Status: § 2a Stand der BDA-Liste: 2025-06-30 Name: Almkapelle Maria vom Guten Rat GstNr.: 1570                                                                |